# المسلسل الهزلي المتحرك
المسلسل الهزلي المتحرك (بالإنجليزية: Animated Sitcom)‏ هي نوع فرعي من كوميديا الموقف التي يتم تحريكها بدلاً من الحركة الحية الموجهة نحو الجماهير البالغة في بعض الحالات. يعد كل من ساوث بارك و ذا سمبسونز اثنين من أطول المسلسلات الكوميدية المتحركة.